# Клінічна вулиця (Київ)
Кліні́чна ву́лиця — вулиця у Солом'янському районі міста Києва, місцевість Олександрівська слобідка. Пролягає від Народної до Солом'янської вулиці та вулиці Миколи Амосова. 
Прилучаються вулиці Ярова, Зенітна, Клінічний провулок, вулиці Над'ярна, Семенівська, Яслинська, Божків Яр.

## Історія
Вулиця виникла в 1-й чверті XX століття (не пізніше кінця 1910-х років) під такою ж назвою (назва походить від збудованої поблизу у 1912–1914 роках. Хірургічної клініки Київського університету, нині Інститут фтизіатрії та пульмонології). Частково збереглася малоповерхова забудова 1-ї половини XX століття.

## Пам'ятки історії та архітектури
- № 25 (1914–1915; архітектор Микола Янишевський; колишній притулок-ясла імені Григорія Гладинюка. З 1922 року тут міститься Інститут цукрових буряків).

## Пам'ятники
На території Інституту цукрових буряків встановлено єдиний в Україні пам'ятник цукровому буряку.
На розі Клінічної та Народної вулиць встановлено пам'ятний знак захисникам Вітчизни.

## Установи та заклади
- Інститут цукрових буряків (буд. № 25).

## Зображення

Пам'ятний знак «Захисникам Вітчизни», ріг Клінічної та Народної вулиць.
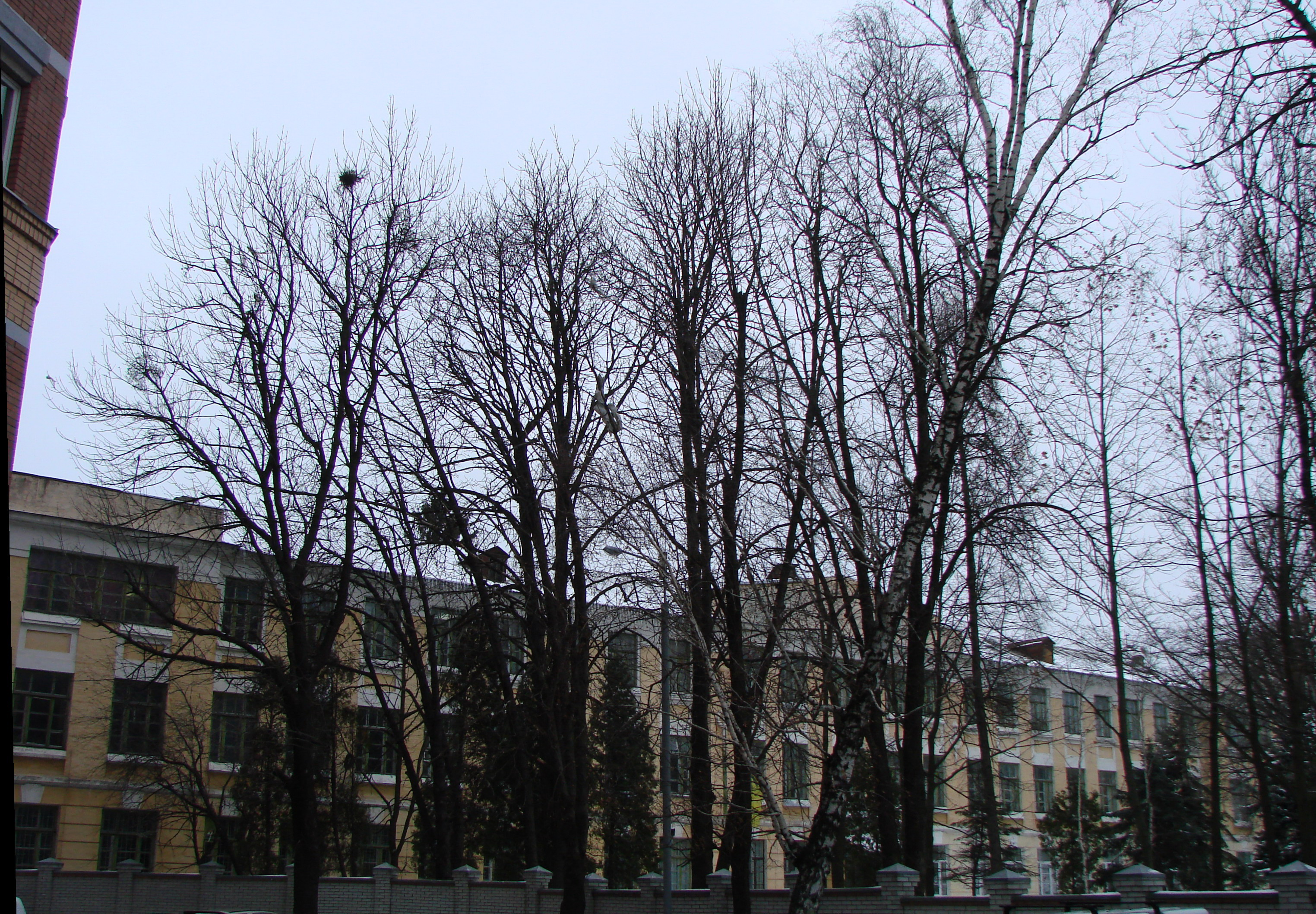
Притулок — ясла ім. Г. П. Гладинюка, де з 1922 року містилися науково-дослідні установи